# NGC 3042
NGC 3042 is een lensvormig sterrenstelsel in het sterrenbeeld Sextant. Het hemelobject werd op 30 april 1864 ontdekt door de Duitse astronoom Albert Marth.

## Synoniemen
- UGC 5307
- MCG 0-25-30
- ZWG 7.54
- PGC 28498